# Verticordia ornata
Verticordia ornata är en musselart som först beskrevs av d'Orbigny 1842.  Verticordia ornata ingår i släktet Verticordia och familjen Verticordiidae. Inga underarter finns listade i Catalogue of Life.